# Pytel (mechanizm)

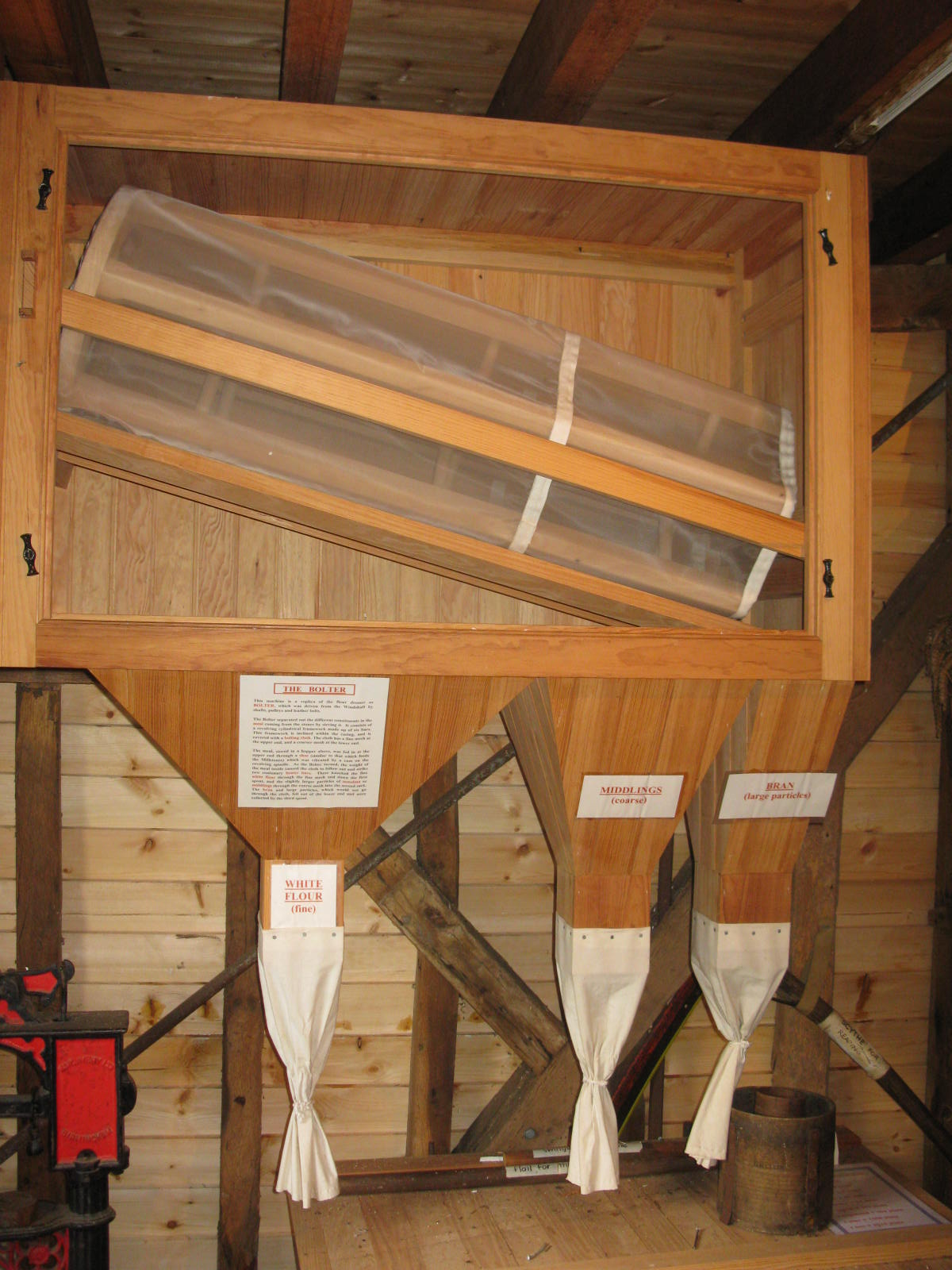
Rekonstrukcja pytla graniastego, pozwalającego na trojaki podział mlewa

Pytel – w młynarstwie mechanizm w kształcie worka, rękawa wykonany z jedwabiu lub wełny, służący do podziału mlewa na frakcje.

Kilkakrotnie mielona mąka, dokładnie oczyszczona i przesiana przez pytel nosi nazwę mąki pytlowej, a wypiekany z niej nazywa się chlebem pytlowym. Przesiewanie przez pytel czyni mąkę delikatną, powoduje jednak utratę tych wartościowych składników, które znajdują się w okrywie owocowo-nasiennej ziarna (błonnika, białka, składników mineralnych oraz witamin)